# Gabino Sosa
Gabino Sosa (ur. 4 października 1899, zm. 3 marca 1971) – argentyński piłkarz, napastnik. Później trener.
Urodzony w Rosario Sosa w 1914 roku wstąpił w szeregi młodzieżowej drużyny miejscowego klubu Central Córdoba Rosario. W 1921 roku został graczem pierwszego zespołu i w tym samym roku wziął udział w turnieju Copa América 1921, gdzie Argentyna pierwszy raz w swych dziejach zdobyła mistrzostwo Ameryki Południowej. Sosa zagrał tylko w jednym meczu – z Brazylią.
Wciąż jako piłkarz klubu Central Córdoba wziął udział w turnieju Copa América 1924, gdzie Argentyna została wicemistrzem Ameryki Południowej. Sosa zagrał we wszystkich trzech meczach – z Paragwajem, Chile (zdobył bramkę) i Urugwajem.
Nadal będąc zawodnikiem Central Córdoba wziął udział w turnieju Copa América 1926, gdzie Argentyna została wicemistrzem Ameryki Południowej. Sosa zagrał we wszystkich czterech meczach – z Boliwią (zdobył bramkę), Paragwajem (zdobył 4 bramki), Urugwajem i Chile.
Sosa do końca swej kariery piłkarskiej pozostał wierny barwom klubu Central Córdoba, z którym czterokrotnie wygrał lokalną ligę oraz zwyciężył w 1934 roku w turnieju Copa Adrián Beccar Varela.
W latach 1921–1927 Sosa rozegrał w reprezentacji Argentyny 15 meczów i zdobył 6 bramek.
Po zakończeniu kariery w 1938 został trenerem i od 1939 opiekował się drużyną swego dotychczasowego klubu – Central Córdoba.
Dnia 7 listopada 1969 roku stadion klubu Central Córdoba otrzymał na jego cześć nazwę Estadio Gabino Sosa. Sosa zmarł 3 marca 1971 roku.